# Palais de Rumine

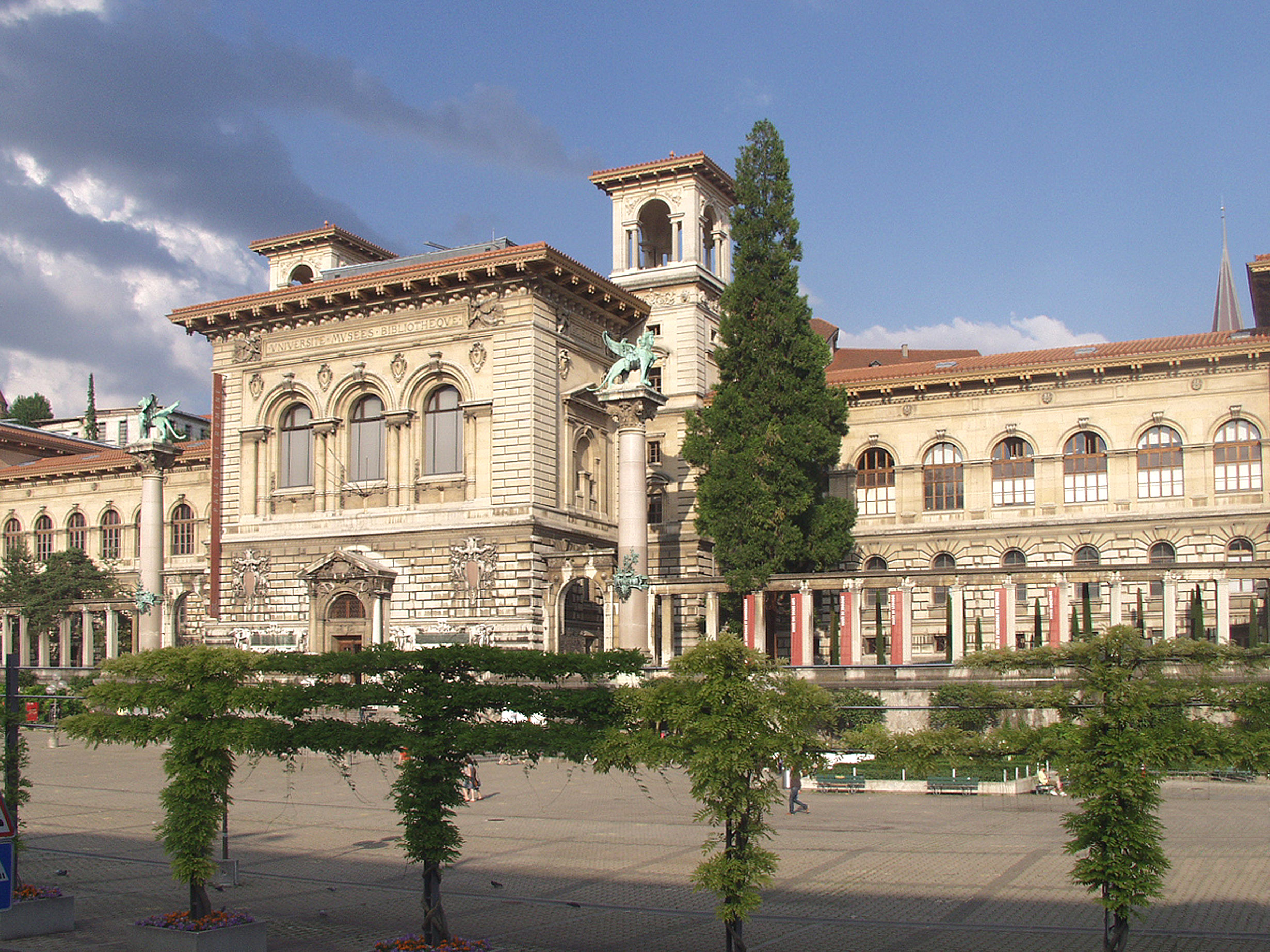
Palais de Rumine

Das Palais de Rumine ist ein öffentliches Gebäude in der Schweizer Stadt Lausanne. Es befindet sich im Stadtteil Centre an der Place de la Riponne, am westlichen Rand der Altstadt. Das Gebäude wurde von 1898 bis 1906 nach Plänen von Gaspard André im Stil der Florentiner Renaissance erbaut und gehört zum Inventar der Kulturgüter von nationaler Bedeutung. Es diente als Hauptgebäude der Universität Lausanne, heute beherbergt es fünf Museen und einen Teil der Kantons- und Universitätsbibliothek Lausanne. Namensgeber für das Palais ist Gabriel de Rumine.

## Geschichte

Palais de Rumine, 1911

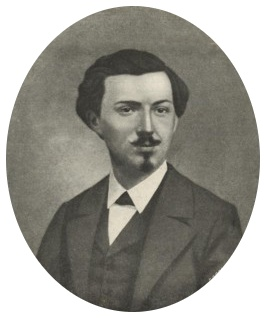
Gabriel de Rumine

Gabriel de Rumine, ein in Lausanne geborener Bauingenieur russischer Herkunft, starb 1871 im Alter von 30 Jahren und hinterliess der Stadt ein Legat von 1,5 Millionen Franken. Er stellte die Bedingung, das Vermögen durch Investitionen zu verdoppeln und 15 Jahre nach seinem Tod für den Bau eines öffentlichen Gebäudes zu verwenden. Es bestanden Pläne, die 1537 gegründete Lausanner Akademie zu einer vollwertigen Universität auszubauen, weshalb Rumines Legat wie gerufen kam. Die 1886 von der Stadt eingesetzte Kommission beschloss die Errichtung eines Gebäudes, das die Universität, die kantonale Bibliothek und verschiedene Museen beherbergen sollte. Standort sollte die Place de la Riponne sein, unmittelbar westlich und unterhalb der alten Akademie gelegen.
Die Stadt schrieb im September 1889 einen Architektenwettbewerb aus. Bis zum Abgabetermin Ende April 1890 gingen 36 Projekte ein, die sich durch eine grosse Vielfalt an eingesetzten Stilmitteln auszeichneten. Die Jury vergab den ersten Preis nicht, da keines der Projekte die gestellten Bedingungen vollständig erfüllt hatte. Zunächst entschied sich die Stadt für das Projekt des Drittplatzierten Dominique Demierre. Dieser wurde jedoch später disqualifiziert, nachdem sich herausgestellt hatte, dass er im gleichen Büro tätig war wie das Jurymitglied Henri-Paul Nénot. Schliesslich erhielt der aus Lyon stammende Gaspard André den Auftrag zugesprochen. Politische Auseinandersetzungen verzögerten den Baubeginn um mehrere Jahre. Die Gegner bemängelten den Standort, die Konzentration zu vieler verschiedener Institutionen an einem Ort und unterlassene Sondierbohrungen im schwierigen Baugrund.
Eine zusätzliche Verzögerung ergab sich durch den Tod von Gaspard André im Jahr 1896. Die Ausführung seines Projekts wurde an die vier Architekten Louis Bezencenet, Charles Girardet, Francis Isoz und Charles Melley übertragen. Die Bauarbeiten begannen schliesslich im Januar 1898 mit dem Abbruch der bestehenden Bauten am Standort. Beim Bau kamen die modernsten Techniken jener Zeit zur Anwendung. Beispielsweise verwendete man Stahlbeton nach dem Hennebique-Verfahren, hauptsächlich wurden jedoch verschiedene Kalksteine und Granite verarbeitet. Ursprünglich sollte das Gebäude 1903 anlässlich der Hundertjahrfeier des Kantons Waadt eröffnet werden. Doch erst im darauf folgenden Jahr wurden die ersten Räume bezogen. Die offizielle Eröffnung fand am 3. November 1906 statt.
In der Aula wurde am 24. Juli 1923 der Vertrag von Lausanne unterzeichnet, in dem der Bevölkerungsaustausch zwischen Griechenland und der Türkei festgelegt wurde.
Von 1905 bis 1967 befand sich neben andern Institutionen auch das Botanische Museum Lausanne im Gebäude. Die Universität Lausanne nutzte das Gebäude bis zum Jahr 1970, als sie ihren Sitz auf den Campus Lausanne in Dorigny verlegte.

## Heutige Nutzung
Das Palais de Rumine beherbergt heute folgende Institutionen:
- Kantons- und Universitätsbibliothek Lausanne
- Kantonales Museum für Archäologie und Geschichte
- Kantonales Geologiemuseum
- Kantonales Zoologisches Museum
- Kantonales Münzkabinett

## Architektur

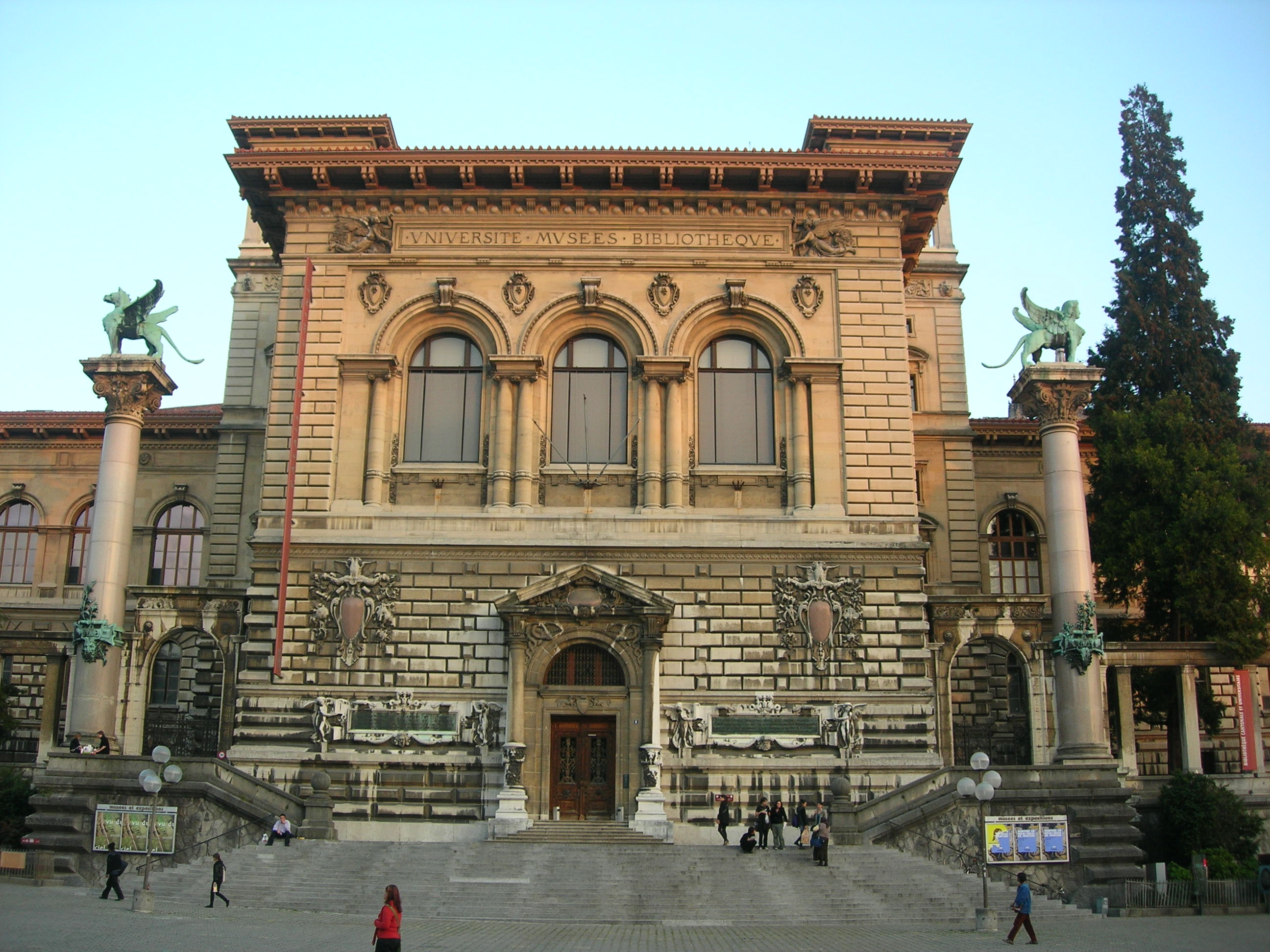
Haupteingang

Der Grundriss besteht aus einem zentralen Baukörper und zwei zurückversetzten Seitenflügeln mit den Räumlichkeiten für Bibliothek und Kunstmuseum. Im Mittelrisalit dominiert die Aula mit Glasdach, darunter befinden sich zwei Hörsäle. Der Hauptteil enthält ein durchgestaltetes Verteilsystem (wobei vor allem die Haupttreppe durch einen Trompe-l’œil-Effekt ins Monumentale gesteigert wird), ein Atrium mit Wasserbecken und ein Netzwerk von übereinander angeordneten Galerien und Rampen.
Das Gebäude ist im Stil der Florentiner Renaissance gehalten. Aus Rücksicht auf die Aussicht auf die Bauten des Altstadthügels und aus Spargründen musste André jedoch auf die für diesen Stil charakteristische Arkadenreihe verzichten, weshalb das Gebäude um ein Stockwerk niedriger ausfiel als ursprünglich geplant und durch die veränderten Proportionen schwerfälliger wirkt. Der bossierte Unterbau mit dem Erdgeschoss nimmt fast die halbe Höhe der Fassade ein, die Verwendung von Hausteinen verstärkt den rustikalen Charakter. Um diesen Effekt auszugleichen, liess André – inspiriert von der Villa Medici – beidseits des Mittelbaus zwei kleine Türme über den Diensttreppen errichten, die beide in einer Loggia enden. Beidseits des Haupteingangs, eines skulptierten Portalgiebels, befinden sich zwei freistehende Säulen mit Greifenfiguren.

## Künstlerische Ausstattung

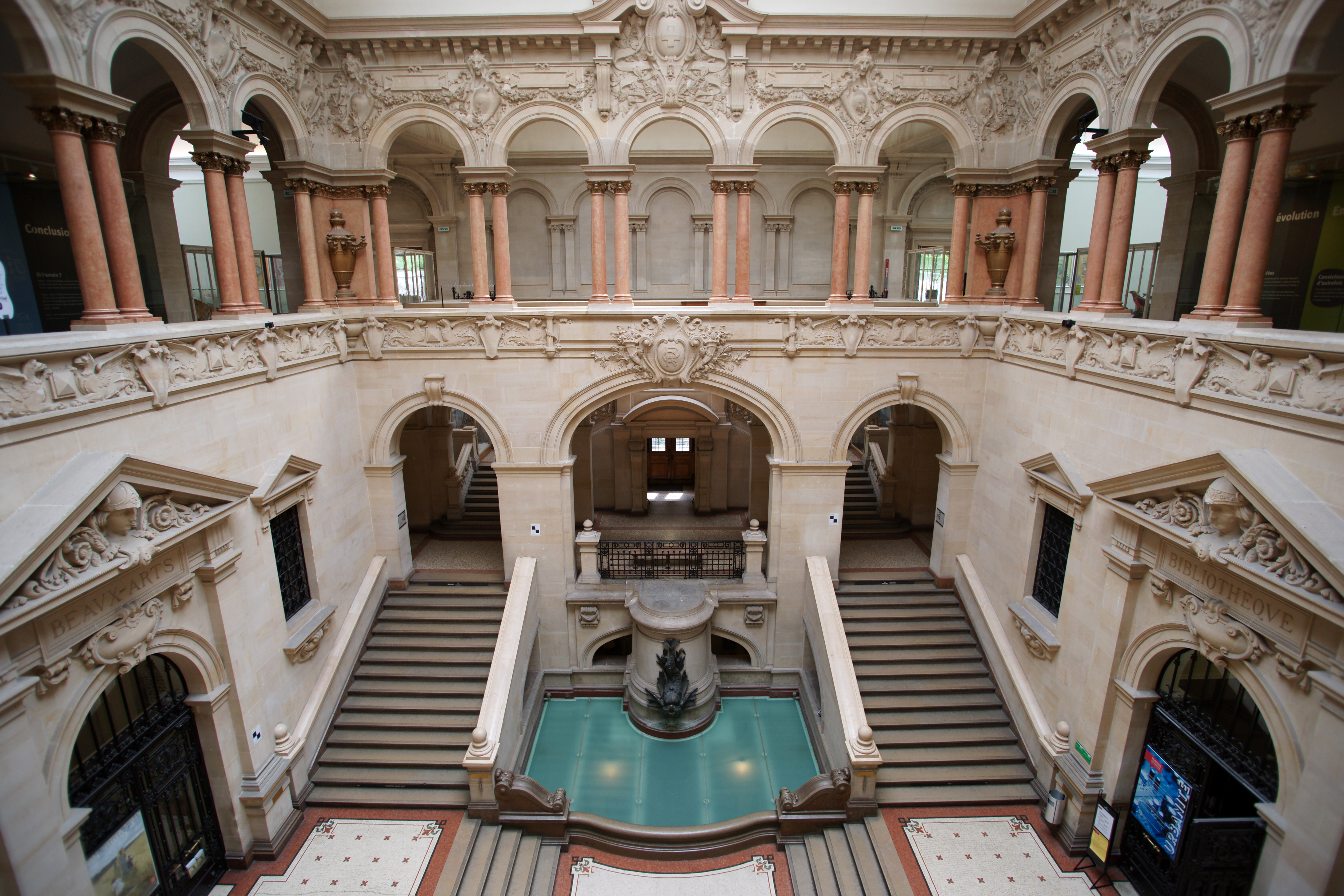
Innenhof

Bei der Eröffnung war die Decke der Aula noch unbemalt, weil mit verschiedenen Umbauten noch die Akustik verbessert werden musste. 1911 erteilte Staatsrat Camille Decoppet den Auftrag zur Ausschmückung dem Maler Louis Rivier, der vor allem für die Ausmalung protestantischer Kirchen im Kanton Waadt bekannt war. Rivier erstellte eine komplexe Ikonografie, bestehend aus 41 Bildkomponenten mit christlichen und weltlichen Elementen auf einer Fläche von 1000 m². Der Stil lehnt sich teilweise offensichtlich an die italienische Renaissance an. Rivier war von 1913 bis 1924 mit der Ausführung beschäftigt. In einer Nische der Aula ist eine Büste von Gabriel de Rumine aufgestellt, erschaffen vom Bildhauer Raphaël Lugeon. Von René Auberjonois stammt das Ölgemälde Les hommes du port aus dem Jahr 1933, das die obere Ebene des Atriums ziert. An beiden Enden der Zoologie-Galerie zieren zwei Hochreliefs die Giebelfelder der beiden Türen. Sie stellen die weiblichen Allegorien «Anatomie» und «Geographie» dar. Nachforschungen im Bauarchiv ergaben, dass sie 1904 von Rodo erschaffen wurden.
Ein ungewöhnliches Ausstattungsobjekt ist am Sockel des nördlichen Gartens an der Rue de l’Université zu finden. Dabei handelt es sich um ein schweres Eisentor, das beim Ausbruch des Simplontunnels zum Einsatz kam. Mit diesem Tor wurden Wassermassen zurückgehalten, wenn diese für die Ableitung zu stark anschwollen. Das mit dem Tunnelbau beauftragte Unternehmen Brandt, Brandau & Cie. schenkte das Tor dem Kanton Waadt. Aus diesem Grund fand im Mai 1906 im fast fertiggestellten Palais de Rumine die offizielle Einweihungsfeier für den Tunnel statt. Das Tor sollte ursprünglich im Untergeschoss ausgestellt werden, wurde dann aber im Freien aufgestellt und in ein Mauergewölbe eingefasst.